# هالو-هالو
هالو هالو (أو هالو-هالو) وتعني "مخلوط معاً"، هو طبق حلوى فلبيني شعبي، يحتوي خليطاً من الثلج المسحوق والحليب المبخر ومكونا أخرى عديدة، بما في ذلك الفاصوليا الحلوة المسلوقة وجوز الهند وساغو وهلام الأغار والدرنات والفواكه. تقدم في أكواب أو أوعية طويلة.

## الوصف
تختلف المكونات اختلافاً كبيراً لكنها غالباً ما تحتوي فاصولياء محلّاة مسلوقة وحمص محلّى وفاكهة النخيل السكري (كاوونغ) وجوز الهند وموز الجنة المحلى بالسكر وجاكية وغولامان وتابيوكا وبطاطا حلوة وجبن وأرز مسحوق. توضع هذه المكونات في كأس زجاجية طويلة ويوضع فوقها الثلج المسحوق. ثم يُرش بالسكر ويوضع فوقه الكريم كراميل أو ديسقوريا جناحية أو مثلجات، يصب فوق الخليط حليب عند التقديم.